# Rabocerus gabrieli
Rabocerus gabrieli là một loài bọ cánh cứng trong họ Salpingidae. Loài này được Gerhardt miêu tả khoa học năm 1901.